# Nuradin Adan Dirie
Nuradin Adan Dirie, somalijski polityk, minister planowania i współpracy międzynarodowej Puntlandu od stycznia 2009.
Nuradin Adan Dirie 8 stycznia 2009 wziął udział w wyborach prezydenckich w Puntlandzie, które wygrał Abdirahman Mohamud Farole. W swojej kampanii zapowiadał zmiany w kręgach władzy i otwarcie nowego rozdziału w polityce. 17 stycznia 2009 prezydent Farole ogłosił skład swojego gabinetu, w którym Dirie został ministrem planowania i współpracy międzynarodowej.